# Crazy Love (Michael Bublé-album)
Call Me Irresponsible er det sjette studiealbum fra den canadisk-italiensk musiker Michael Bublé, og hans fjerde album fra et stort pladeselskab. Det blev udgivet via 143 Records og Reprise Records den 9. oktober 2009. Efter blot tre dages i handlen debuterede det på førstepladsen af Billboard 200 med 132.000 solgte ksemplarer, hvilket gør det til Bublés andet studiealbum på førstepladsen. Det solgte  hurtigt 203.000 eksemplarer, hvilket var nok til at blive på førstepladsen i den andne uge. I Australien debuterede albummet også som nummer 1 på ARIA Albums Chart hvor det tilbragte seks uger i træk, og siden er blevet certificeret femdobbelt platin. In the United Kingdom, Crazy Love topped the album charts.
I oktober 2018 havde albummet solgt 3,13 millioner eksemplarer i Storbritannien. Det modtog prisen  Best Traditional Pop Vocal Album at the 53rd Grammy Awards.

## Spor
| Crazy Love - Standard edition | Crazy Love - Standard edition                                              | Crazy Love - Standard edition | Crazy Love - Standard edition | Crazy Love - Standard edition | Crazy Love - Standard edition | Crazy Love - Standard edition | Crazy Love - Standard edition | Crazy Love - Standard edition | Crazy Love - Standard edition |
| #                             | Titel                                                                      | Længde                        |                               |                               |                               |                               |                               |                               |                               |
| ----------------------------- | -------------------------------------------------------------------------- | ----------------------------- | ----------------------------- | ----------------------------- | ----------------------------- | ----------------------------- | ----------------------------- | ----------------------------- | ----------------------------- |
| 1.                            | "Cry Me a River"                                                           | 4:14                          |                               |                               |                               |                               |                               |                               |                               |
| 2.                            | "All of Me"                                                                | 3:07                          |                               |                               |                               |                               |                               |                               |                               |
| 3.                            | "Georgia on My Mind"                                                       | 3:08                          |                               |                               |                               |                               |                               |                               |                               |
| 4.                            | "Crazy Love"                                                               | 3:31                          |                               |                               |                               |                               |                               |                               |                               |
| 5.                            | "Haven't Met You Yet"                                                      | 4:05                          |                               |                               |                               |                               |                               |                               |                               |
| 6.                            | "All I Do Is Dream of You"                                                 | 2:32                          |                               |                               |                               |                               |                               |                               |                               |
| 7.                            | "Hold On"                                                                  | 4:05                          |                               |                               |                               |                               |                               |                               |                               |
| 8.                            | "Heartache Tonight"                                                        | 3:52                          |                               |                               |                               |                               |                               |                               |                               |
| 9.                            | "You're Nobody till Somebody Loves You"                                    | 3:07                          |                               |                               |                               |                               |                               |                               |                               |
| 10.                           | "Baby (You've Got What It Takes)" (featuring Sharon Jones & The Dap-Kings) | 3:20                          |                               |                               |                               |                               |                               |                               |                               |
| 11.                           | "At This Moment"                                                           | 4:35                          |                               |                               |                               |                               |                               |                               |                               |
| 12.                           | "Stardust" (featuring Naturally 7)                                         | 3:13                          |                               |                               |                               |                               |                               |                               |                               |
| 13.                           | "Whatever It Takes" (featuring Ron Sexsmith)                               | 4:35                          |                               |                               |                               |                               |                               |                               |                               |
| 47:34                         |                                                                            |                               |                               |                               |                               |                               |                               |                               |                               |

| Crazy Love – European bonus track | Crazy Love – European bonus track | Crazy Love – European bonus track | Crazy Love – European bonus track | Crazy Love – European bonus track | Crazy Love – European bonus track | Crazy Love – European bonus track | Crazy Love – European bonus track | Crazy Love – European bonus track | Crazy Love – European bonus track |
| #                                 | Titel                             | Længde                            |                                   |                                   |                                   |                                   |                                   |                                   |                                   |
| --------------------------------- | --------------------------------- | --------------------------------- | --------------------------------- | --------------------------------- | --------------------------------- | --------------------------------- | --------------------------------- | --------------------------------- | --------------------------------- |
| 14.                               | "Some Kind of Wonderful"          | 3:05                              |                                   |                                   |                                   |                                   |                                   |                                   |                                   |
| 50:38                             |                                   |                                   |                                   |                                   |                                   |                                   |                                   |                                   |                                   |

| Crazy Love – Japanese edition bonus tracks | Crazy Love – Japanese edition bonus tracks | Crazy Love – Japanese edition bonus tracks | Crazy Love – Japanese edition bonus tracks | Crazy Love – Japanese edition bonus tracks | Crazy Love – Japanese edition bonus tracks | Crazy Love – Japanese edition bonus tracks | Crazy Love – Japanese edition bonus tracks | Crazy Love – Japanese edition bonus tracks | Crazy Love – Japanese edition bonus tracks |
| #                                          | Titel                                      | Længde                                     |                                            |                                            |                                            |                                            |                                            |                                            |                                            |
| ------------------------------------------ | ------------------------------------------ | ------------------------------------------ | ------------------------------------------ | ------------------------------------------ | ------------------------------------------ | ------------------------------------------ | ------------------------------------------ | ------------------------------------------ | ------------------------------------------ |
| 14.                                        | "Some Kind of Wonderful"                   | 3:05                                       |                                            |                                            |                                            |                                            |                                            |                                            |                                            |
| 15.                                        | "Haven't Met You Yet" (Instrumental)       | 4:05                                       |                                            |                                            |                                            |                                            |                                            |                                            |                                            |
| 54:43                                      |                                            |                                            |                                            |                                            |                                            |                                            |                                            |                                            |                                            |

| 1. | "The Making of Crazy Love" | 25:00 |

| 14. | "Relax Max" (featuring Naturally 7) | 3:29 |

| Crazy Love – Japanese bonus track / Limited edition bonus DVD | Crazy Love – Japanese bonus track / Limited edition bonus DVD | Crazy Love – Japanese bonus track / Limited edition bonus DVD | Crazy Love – Japanese bonus track / Limited edition bonus DVD | Crazy Love – Japanese bonus track / Limited edition bonus DVD | Crazy Love – Japanese bonus track / Limited edition bonus DVD | Crazy Love – Japanese bonus track / Limited edition bonus DVD | Crazy Love – Japanese bonus track / Limited edition bonus DVD | Crazy Love – Japanese bonus track / Limited edition bonus DVD | Crazy Love – Japanese bonus track / Limited edition bonus DVD |
| #                                                             | Titel                                                         | Længde                                                        |                                                               |                                                               |                                                               |                                                               |                                                               |                                                               |                                                               |
| ------------------------------------------------------------- | ------------------------------------------------------------- | ------------------------------------------------------------- | ------------------------------------------------------------- | ------------------------------------------------------------- | ------------------------------------------------------------- | ------------------------------------------------------------- | ------------------------------------------------------------- | ------------------------------------------------------------- | ------------------------------------------------------------- |
| 14.                                                           | "Some Kind of Wonderful"                                      | 3:05                                                          |                                                               |                                                               |                                                               |                                                               |                                                               |                                                               |                                                               |
| 15.                                                           | "The Making of Crazy Love" (video)                            | 25:00                                                         |                                                               |                                                               |                                                               |                                                               |                                                               |                                                               |                                                               |
| 75:38                                                         |                                                               |                                                               |                                                               |                                                               |                                                               |                                                               |                                                               |                                                               |                                                               |

| 14. | "Some Kind of Wonderful"             | 3:05 |
| 15. | "Haven't Met You Yet" (Instrumental) | 4:05 |
| 16. | "Haven't Met You Yet" (Music Video)  | 4:05 |
| 17. | "Pennies from Heaven"                | 3:15 |

| 1. | "Home" (International Pop Mix)                                                            | 3:42 |
| 2. | "Spider-Man Theme" (Junkie XL Remix)                                                      | 3:07 |
| 3. | "It Had Better Be Tonight (Meglio Stasera)" (Zoned Out Mix)                               | 3:15 |
| 4. | "Save The Last Dance For Me" (StarCity Remix)                                             | 3:36 |
| 5. | "Comin' Home Baby" (Duet with Boyz II Men) (Frank Popp Remix))                            | 3:09 |
| 6. | "Sway" (Ralphi's Salsation Edit)                                                          | 3:08 |
| 7. | "Lost" (International Pop Mix)                                                            | 3:26 |
| 8. | "Everything" (Bob Rock Mix)                                                               | 3:35 |
| 9. | "Baby (You've Got What It Takes)" (featuring Sharon Jones and The Dap-Kings) (Frisky Mix) | 3:20 |

| Crazy Love – hollywood edition: bonus disc (america) | Crazy Love – hollywood edition: bonus disc (america) | Crazy Love – hollywood edition: bonus disc (america) | Crazy Love – hollywood edition: bonus disc (america) | Crazy Love – hollywood edition: bonus disc (america) | Crazy Love – hollywood edition: bonus disc (america) | Crazy Love – hollywood edition: bonus disc (america) | Crazy Love – hollywood edition: bonus disc (america) | Crazy Love – hollywood edition: bonus disc (america) | Crazy Love – hollywood edition: bonus disc (america) |
| #                                                    | Titel                                                | Længde                                               |                                                      |                                                      |                                                      |                                                      |                                                      |                                                      |                                                      |
| ---------------------------------------------------- | ---------------------------------------------------- | ---------------------------------------------------- | ---------------------------------------------------- | ---------------------------------------------------- | ---------------------------------------------------- | ---------------------------------------------------- | ---------------------------------------------------- | ---------------------------------------------------- | ---------------------------------------------------- |
| 1.                                                   | "Hollywood"                                          | 4:13                                                 |                                                      |                                                      |                                                      |                                                      |                                                      |                                                      |                                                      |
| 2.                                                   | "At This Moment" (Live)                              | 4:31                                                 |                                                      |                                                      |                                                      |                                                      |                                                      |                                                      |                                                      |
| 3.                                                   | "Some Kind of Wonderful"                             | 3:05                                                 |                                                      |                                                      |                                                      |                                                      |                                                      |                                                      |                                                      |
| 4.                                                   | "End of May"                                         | 3:53                                                 |                                                      |                                                      |                                                      |                                                      |                                                      |                                                      |                                                      |
| 5.                                                   | "Me & Mrs. Jones" (Live)                             | 3:43                                                 |                                                      |                                                      |                                                      |                                                      |                                                      |                                                      |                                                      |
| 6.                                                   | "Haven't Met You Yet" (Live)                         | 5:20                                                 |                                                      |                                                      |                                                      |                                                      |                                                      |                                                      |                                                      |
| 7.                                                   | "Heartache Tonight" (Live)                           | 3:46                                                 |                                                      |                                                      |                                                      |                                                      |                                                      |                                                      |                                                      |
| 8.                                                   | "Best of Me"                                         | 4:33                                                 |                                                      |                                                      |                                                      |                                                      |                                                      |                                                      |                                                      |
| 33:12                                                |                                                      |                                                      |                                                      |                                                      |                                                      |                                                      |                                                      |                                                      |                                                      |

| Crazy Love – hollywood edition: bonus disc (europe) | Crazy Love – hollywood edition: bonus disc (europe) | Crazy Love – hollywood edition: bonus disc (europe) | Crazy Love – hollywood edition: bonus disc (europe) | Crazy Love – hollywood edition: bonus disc (europe) | Crazy Love – hollywood edition: bonus disc (europe) | Crazy Love – hollywood edition: bonus disc (europe) | Crazy Love – hollywood edition: bonus disc (europe) | Crazy Love – hollywood edition: bonus disc (europe) | Crazy Love – hollywood edition: bonus disc (europe) |
| #                                                   | Titel                                               | Længde                                              |                                                     |                                                     |                                                     |                                                     |                                                     |                                                     |                                                     |
| --------------------------------------------------- | --------------------------------------------------- | --------------------------------------------------- | --------------------------------------------------- | --------------------------------------------------- | --------------------------------------------------- | --------------------------------------------------- | --------------------------------------------------- | --------------------------------------------------- | --------------------------------------------------- |
| 1.                                                  | "Hollywood"                                         | 4:13                                                |                                                     |                                                     |                                                     |                                                     |                                                     |                                                     |                                                     |
| 2.                                                  | "At This Moment" (Live)                             | 4:31                                                |                                                     |                                                     |                                                     |                                                     |                                                     |                                                     |                                                     |
| 3.                                                  | "Haven't Met You Yet" (Live)                        | 5:20                                                |                                                     |                                                     |                                                     |                                                     |                                                     |                                                     |                                                     |
| 4.                                                  | "End of May"                                        | 3:53                                                |                                                     |                                                     |                                                     |                                                     |                                                     |                                                     |                                                     |
| 5.                                                  | "Me & Mrs. Jones" (Live)                            | 3:43                                                |                                                     |                                                     |                                                     |                                                     |                                                     |                                                     |                                                     |
| 6.                                                  | "Twist & Shout" (Live)                              | 1:52                                                |                                                     |                                                     |                                                     |                                                     |                                                     |                                                     |                                                     |
| 7.                                                  | "Heartache Tonight" (Live)                          | 3:46                                                |                                                     |                                                     |                                                     |                                                     |                                                     |                                                     |                                                     |
| 8.                                                  | "Best of Me"                                        | 4:33                                                |                                                     |                                                     |                                                     |                                                     |                                                     |                                                     |                                                     |
| 32:00                                               |                                                     |                                                     |                                                     |                                                     |                                                     |                                                     |                                                     |                                                     |                                                     |

| Crazy Love – expanded edition | Crazy Love – expanded edition                                                | Crazy Love – expanded edition | Crazy Love – expanded edition | Crazy Love – expanded edition | Crazy Love – expanded edition | Crazy Love – expanded edition | Crazy Love – expanded edition | Crazy Love – expanded edition | Crazy Love – expanded edition |
| #                             | Titel                                                                        | Længde                        |                               |                               |                               |                               |                               |                               |                               |
| ----------------------------- | ---------------------------------------------------------------------------- | ----------------------------- | ----------------------------- | ----------------------------- | ----------------------------- | ----------------------------- | ----------------------------- | ----------------------------- | ----------------------------- |
| 1.                            | "Cry Me a River"                                                             | 4:14                          |                               |                               |                               |                               |                               |                               |                               |
| 2.                            | "All of Me"                                                                  | 3:07                          |                               |                               |                               |                               |                               |                               |                               |
| 3.                            | "Georgia on My Mind"                                                         | 3:08                          |                               |                               |                               |                               |                               |                               |                               |
| 4.                            | "Crazy Love"                                                                 | 3:31                          |                               |                               |                               |                               |                               |                               |                               |
| 5.                            | "Haven't Met You Yet"                                                        | 4:05                          |                               |                               |                               |                               |                               |                               |                               |
| 6.                            | "All I Do Is Dream of You"                                                   | 2:32                          |                               |                               |                               |                               |                               |                               |                               |
| 7.                            | "Hold On"                                                                    | 4:05                          |                               |                               |                               |                               |                               |                               |                               |
| 8.                            | "Heartache Tonight"                                                          | 3:52                          |                               |                               |                               |                               |                               |                               |                               |
| 9.                            | "You're Nobody till Somebody Loves You"                                      | 3:07                          |                               |                               |                               |                               |                               |                               |                               |
| 10.                           | "Baby (You've Got What It Takes)" (featuring Sharon Jones and The Dap-Kings) | 3:20                          |                               |                               |                               |                               |                               |                               |                               |
| 11.                           | "Hollywood"                                                                  | 4:13                          |                               |                               |                               |                               |                               |                               |                               |
| 12.                           | "At This Moment"                                                             | 4:35                          |                               |                               |                               |                               |                               |                               |                               |
| 13.                           | "Stardust" (featuring Naturally 7)                                           | 3:13                          |                               |                               |                               |                               |                               |                               |                               |
| 14.                           | "Whatever It Takes" (featuring Ron Sexsmith)                                 | 4:35                          |                               |                               |                               |                               |                               |                               |                               |
| 51:47                         |                                                                              |                               |                               |                               |                               |                               |                               |                               |                               |

## Hitlister
| Hitliste (2009–12)              | Højeste placering |
| ------------------------------- | ----------------- |
| Argentinian Albums Chart        | 2                 |
| Australian Albums Chart         | 1                 |
| Austrian Albums Chart           | 8                 |
| Belgian Albums Chart (Flanders) | 5                 |
| Belgian Albums Chart (Wallonia) | 3                 |
| Canadian Albums Chart           | 1                 |
| Croatian Albums Chart           | 40                |
| Danish Albums Chart             | 4                 |
| Dutch Albums Chart              | 2                 |
| Finnish Albums Chart            | 12                |
| French Albums Chart             | 5                 |
| German Albums Chart             | 5                 |
| Greek Albums Chart              | 18                |
| Hungarian Albums Chart          | 36                |
| Irish Albums Chart              | 1                 |
| Italian Albums Chart            | 1                 |
| Japanese Albums Chart           | 32                |
| Mexican Albums Chart            | 10                |
| New Zealand Albums Chart        | 3                 |
| Norwegian Albums Chart          | 20                |
| Polish Albums Chart             | 8                 |
| Portuguese Albums Chart         | 5                 |
| Scottish Albums Chart           | 1                 |
| South African Albums Chart      | 2                 |
| Spanish Albums Chart            | 7                 |
| Swedish Albums Chart            | 17                |
| Swiss Albums Chart              | 4                 |
| UK Albums Chart                 | 1                 |
| US Billboard 200                | 1                 |
| Hitliste (2019)                 | Højeste placering |
| Polen (ZPAV)                    | 2                 |

| Hitliste (2010)  | Højeste placering |
| ---------------- | ----------------- |
| US Billboard 200 | 10                |
| UK Albums Chart  | 2                 |

| Hitliste (2009)                 | Placering |
| ------------------------------- | --------- |
| Australian Albums Chart         | 6         |
| Belgian Albums Chart (Flanders) | 69        |
| Canadian Albums Chart           | 14        |
| Irish Albums Chart              | 2         |
| New Zealand Albums Chart        | 21        |
| UK Albums Chart                 | 3         |
| US Billboard 200                | 48        |
| US Jazz Albums (Billboard)      | 1         |
| Hitliste (2010)                 | Placering |
| Australian Albums Chart         | 9         |
| Belgian Albums Chart (Flanders) | 27        |
| Belgian Albums Chart (Wallonia) | 17        |
| Canadian Albums Chart           | 4         |
| European Top 100 Albums         | 3         |
| Irish Albums Chart              | 4         |
| New Zealand Albums Chart        | 33        |
| UK Albums Chart                 | 2         |
| US Billboard 200                | 15        |
| US Jazz Albums (Billboard)      | 1         |
| Hitliste (2011)                 | Placering |
| Australian Albums Chart         | 29        |
| Mexican Albums Chart            | 83        |
| UK Albums Chart                 | 20        |
| US Billboard 200                | 183       |
| Hitliste (2019)                 | Placering |
| Polish Albums (ZPAV)            | 46        |

| Hitliste (2010–2019)     | Placering |
| ------------------------ | --------- |
| Australian Albums (ARIA) | 56        |
| UK Albums (OCC)          | 12        |
| US Billboard 200         | 193       |